# Kody Pearson
Kody Pearson (26 de julio de 1999) es un tenista australiano.

## Carrera juvenil
A su corta edad ha participado en varios torneos juveniles alcanzando cuartos de final en dos ocasiones.

## Ranking ATP al finalizar una temporada
Variaciones en el ranking ATP al finalizar la temporada.
* Estadísticas actualizadas al 3 de marzo de 2014.
| Año                     |         | 2014 |
| Ranking en individuales | 1.722 - |      |